# Gratens
Gratens is een gemeente in het Franse departement Haute-Garonne (regio Occitanie) en telt 445 inwoners (1999). De plaats maakt deel uit van het arrondissement Muret.

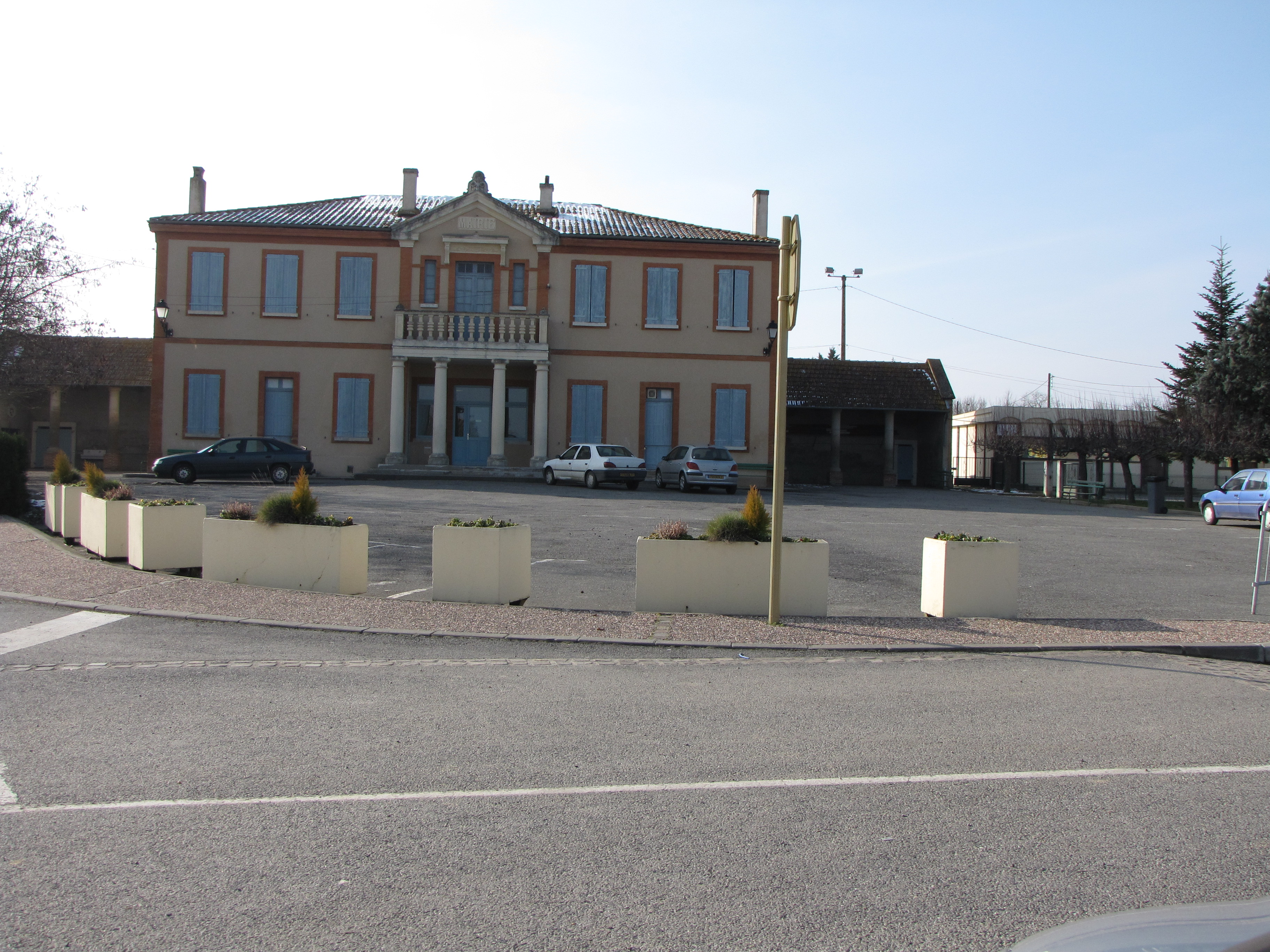
Gemeentehuis

## Geografie
De oppervlakte van Gratens bedraagt 15,2 km², de bevolkingsdichtheid is 29,3 inwoners per km².
De onderstaande kaart toont de ligging van Gratens met de belangrijkste infrastructuur en aangrenzende gemeenten.

## Demografie
Onderstaande figuur toont het verloop van het inwonertal (bron: INSEE-tellingen).